# 平野仁彦
平野 仁彦（ひらの ひとひこ、1954年 - ）は、日本の法学者。立命館大学法学部教授。専門は基礎法学(法哲学)。

## 略歴
1954年生まれ。1978年に京都大学法学部卒業後、1983年に同大学院法学研究科基礎法学博士課程研究指導認定退学する
。その後京都大学助手、三重大学人文学部講師次いで助教授を歴任する。1994年立命館大学法学部助教授に着任、翌年4月に教授となる。2000年9月よりハーバード大学の客員研究員、2004年より大学院法務研究科教授も兼務し、2009年4月より2年間大学院法学研究科長を務めた。2013年4月より立命館大学図書館長（全国私立大学図書館協会会長兼務）を務めていた。

## 著作

### 共著
- （田中成明編）『現代理論法学入門』(法律文化社、1993年11月)
- （田中成明・竹下賢・深田三徳・亀本洋）『法思想史』(有斐閣、第2版1997年5月)
- （亀本洋・服部高宏）『法哲学』(有斐閣、2002年4月)
- （亀本洋・川濵昇）『現代法の変容』(有斐閣、2013年2月)[2]

### 部分執筆
- （伊藤正己・園部逸夫編集代表）『現代法律百科大辞典』(ぎょうせい、2000年3月)
- 「加古祐二郎」(立命館大学法学部『立命館大学法学部を築いた人々』立命館大学百周年記念事業委員会、岩波書店、2000年9月)

### 翻訳
- エリザベス・メンシュ「主流法思考の歴史」(松浦好治・松井茂記編訳『政治としての法』、風行社、1991年7月)
- エリオット・Ｓ・ミルシュタイン「アメリカ法律家協会とアメリカ・ロー・スクール協会――役割の共通性とアジェンダの違い」(『法律時報』Vol.72 No.8、日本評論社､2000年7月)

平野 仁彦 - 立命館大学研究者データベースを参照